# Inline-Speedskating-Europameisterschaften 1990
Die Europameisterschaften wurden im deutschen Inzell ausgetragen. Die Bahn-Wettkämpfe fanden vom 28. bis 31. Juli und die Straßen-Wettkämpfe vom 2. bis 4. August 1990 statt.

## Frauen
| Distanz             | Gold                                                        | Silber                                                       | Bronze                                                    |
| Bahn                | Bahn                                                        | Bahn                                                         | Bahn                                                      |
| ------------------- | ----------------------------------------------------------- | ------------------------------------------------------------ | --------------------------------------------------------- |
| 300 m Einzelsprint  | Mathea Daniela Cappiello                                    | Nadia Meerkens                                               | Hilde Pinnoy                                              |
| 500 m Sprint        | Luana Pilia                                                 | Hilde Pinnoy                                                 | Mathea Daniela Cappiello                                  |
| 1000 m Sprint       | Luana Pilia                                                 | Eva Sanchez                                                  | Hilde Pinnoy                                              |
| 3000 m Massenstart  | Luana Pilia                                                 | Eva Sanchez                                                  | Katia Baert                                               |
| 5000 m Massenstart  | Patrizia Biagini                                            | Luana Pilia                                                  | Eva Sanchez                                               |
| 5000 m Ausscheidung | Luana Pilia                                                 | Katia Baert                                                  | Els Pinnoy                                                |
| 5000 m Staffel      | Deutschland Anne Titze Petra Raiß Barbara Fischer           | Italien Luana Pilia Mathea Daniela Cappiello France Vianello | Belgien Katia Baert Inge de Hertoghe Hilde Pinnoy         |
| Straße              |                                                             |                                                              |                                                           |
| 300 m Einzelsprint  | Giovanna Troldi                                             | Nadia Meerkens                                               | Mariangela Mura                                           |
| 500 m Sprint        | Anne Titze                                                  | Mariangela Mura                                              | Nadia Meerkens                                            |
| 1000 m Sprint       | Luana Pilia                                                 | Anne-Francoise Leveufre                                      | Anne Titze                                                |
| 3000 m Massenstart  | Anne Titze                                                  | Eva Sanchez                                                  | Luana Pilia                                               |
| 5000 m Massenstart  | Luana Pilia                                                 | Yolanda Fernandez                                            | Anne Titze                                                |
| 5000 m Ausscheidung | Antonella Mauri                                             | Luana Pilia                                                  | Eva Sanchez                                               |
| 5000 m Staffel      | Italien Luana Pilia Anna Maria Margagliotti Antonella Mauri | Deutschland Anne Titze Petra Raiß Barbara Fischer            | Spanien Eva Sanchez Maria Tereza Garcia Yolanda Fernandez |

## Männer
| Distanz              | Gold                                                | Silber                                                     | Bronze                                                   |
| Bahn                 | Bahn                                                | Bahn                                                       | Bahn                                                     |
| -------------------- | --------------------------------------------------- | ---------------------------------------------------------- | -------------------------------------------------------- |
| 300 m Einzelsprint   | Luca Antoniel                                       | Nico Briffaerts                                            | Pascal Gravouil                                          |
| 500 m Sprint         | Luca Antoniel                                       | Xavier Geenens                                             | Pascal Gravouil                                          |
| 1500 m Sprint        | Luca Antoniel                                       | Arnaud Gicquel                                             | Mirko Giupponi                                           |
| 5000 m Massenstart   | Marco Giannini                                      | Luca Antoniel                                              | Philippe Poirier                                         |
| 10000 m Massenstart  | Wouter Heytens                                      | Tony Mariott                                               | Glenn Focke                                              |
| 10000 m Ausscheidung | Arnaud Gicquel                                      | Marco Giannini                                             | Filippo de Riu                                           |
| 10000 m Staffel      | Italien Filippo de Riu Mirko Giupponi Luca Antoniel | Frankreich Pascal Gravouil Philippe Poirier Arnaud Gicquel | Belgien Xavier Geenens Danny Bauwens Wouter Heytens      |
| Straße               |                                                     |                                                            |                                                          |
| 300 m Einzelsprint   | Luca Antoniel                                       | Xavier Geenens                                             | Luca Bagnolini                                           |
| 500 m Sprint         | Luca Bagnolini                                      | Luca Antoniel                                              | Pascal Gravouil                                          |
| 1500 m Sprint        | Albano Lenzi                                        | Luca Antoniel                                              | Arnaud Gicquel                                           |
| 5000 m Massenstart   | Pascal Gravouil                                     | Jesus Lamberto                                             | Luigi Gaviraghi                                          |
| 10000 m Massenstart  | Arnaud Gicquel                                      | Tony Mariott                                               | Glenn Focke                                              |
| 10000 m Ausscheidung | Olivier Babonneau                                   | Philippe Boulard                                           | Glenn Focke                                              |
| 10000 m Staffel      | Italien Dimitri Frasson Albano Lenzi Luca Antoniel  | Belgien Xavier Geenens Glenn Focke Danny Bauwens           | Frankreich Alain Nègre Olivier Babonneau Pascal Gravouil |